# سايبم

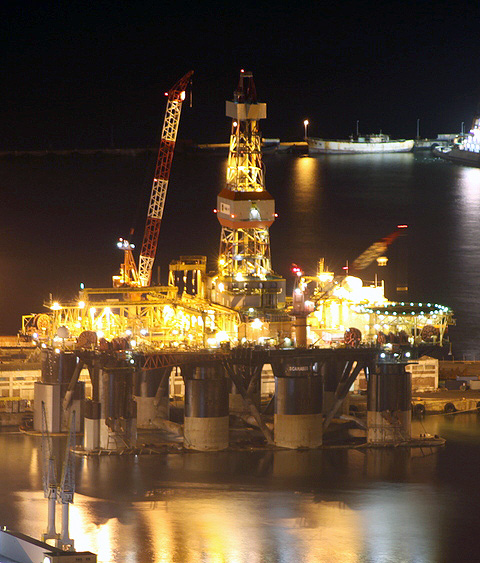
سابيم سكاربيو 7 في كيب تاون.

سايبم هي شركة إيطالية متعددة الجنسيات، تعمل في خدمات حقول النفط وواحدة من أكبر الشركات في العالم. كانت شركة تابعة لشركة النفط والغاز الإيطالية العملاقة إيني حتى عام 2016، ومازالت تحتفظ بحوالي 30٪ من أسهم سايبم.
،للشركة تعاقدات لتصميم وبناء خطوط أنابيب متعددة، ومنها التيار الأزرق، گرينستريم، التيار الشمالي، التيار الجنوبي.

## تاريخ

### التاريخ المبكر

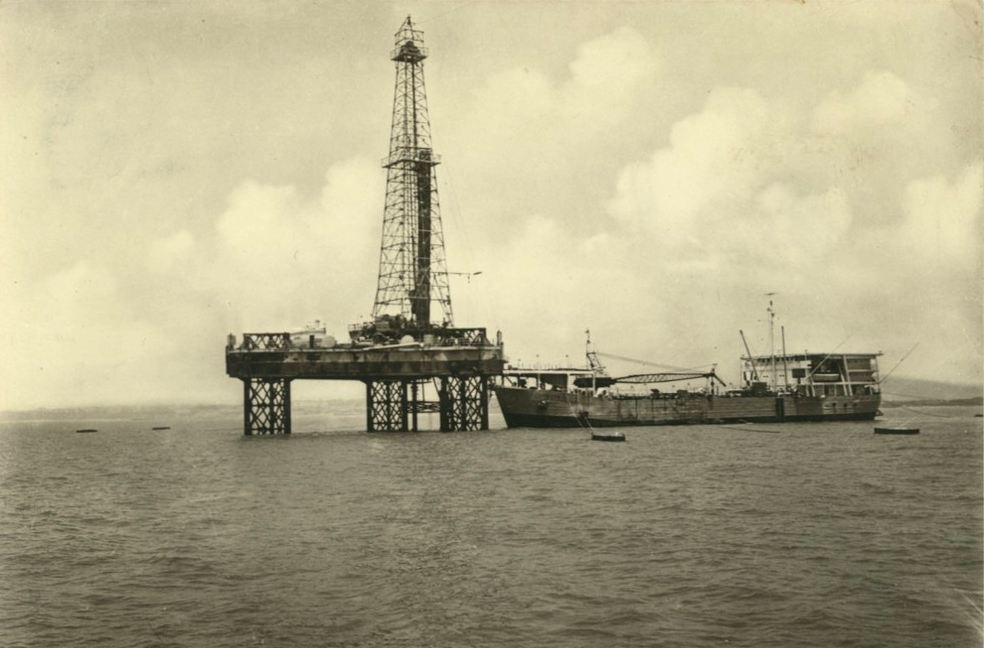
منصة حفر بترول قبالة سواحل صقلية، عام 1962.

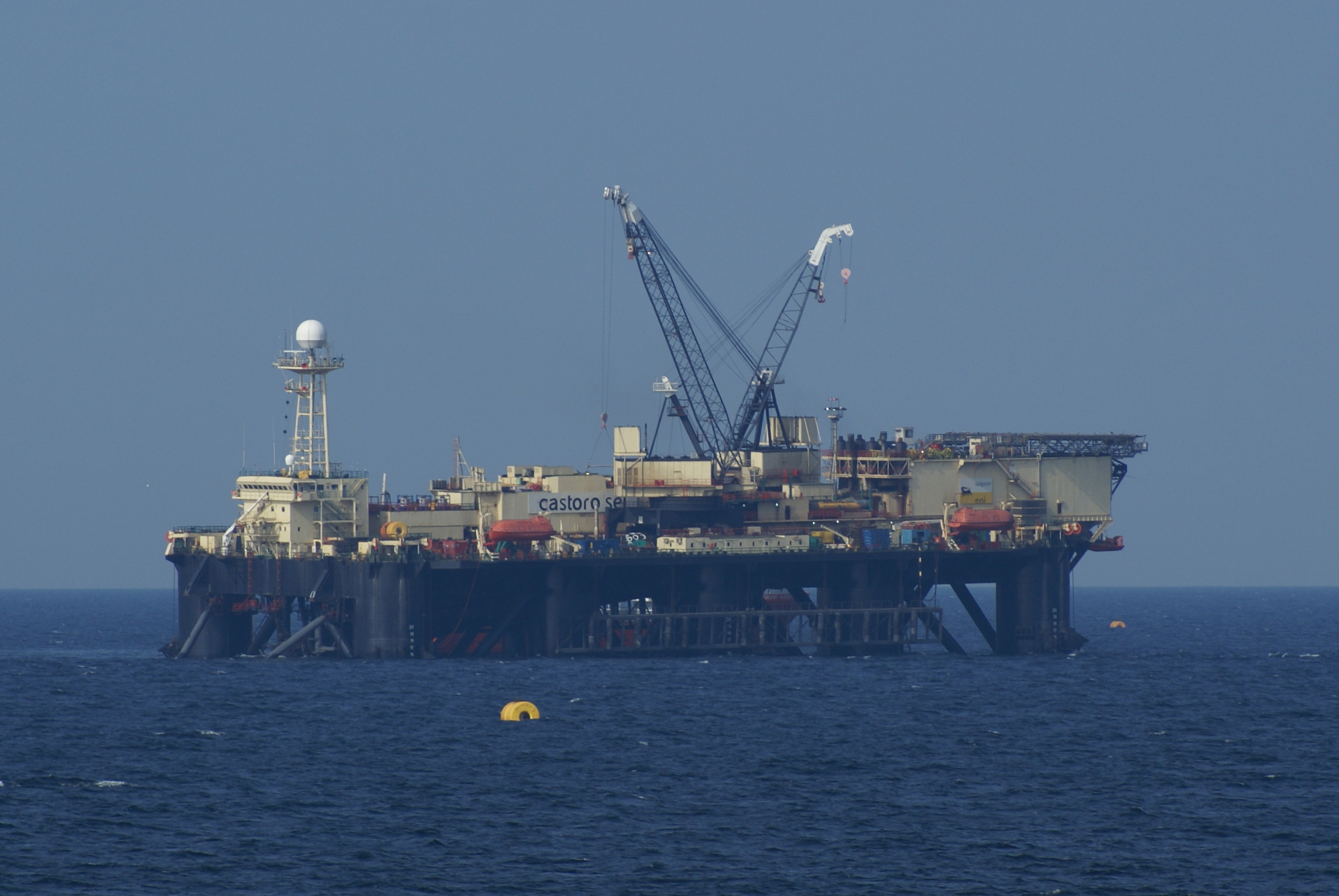
سفينة مد الأنابيب شبه الغاطسة كاستور سي التابعة لشركة نورد ستيرم في بحر البلطيق جنوب شرق جوتلاند، السويد في أواخر مارس 2011.

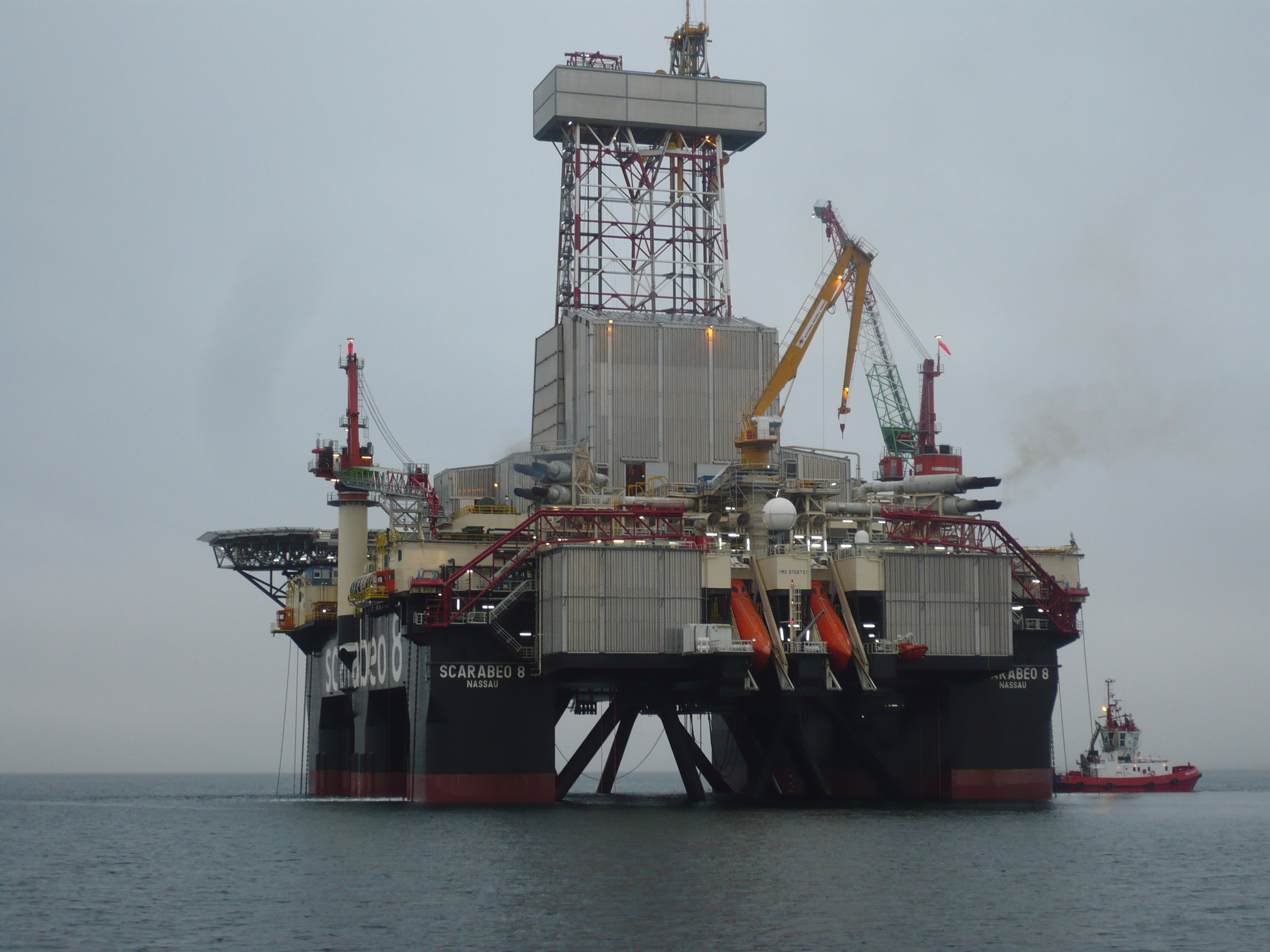
سكاريبيو 8 في النرويج عام 2012.

يرتبط تاريخ شركة سايبم ارتباطا وثيقا بعصر إدارة إنريكو ماتي المدير التنفيذي لشركة إيني في سنوات التطور الاقتصادي الإيطالي. في أوائل الخمسينيات من القرن الماضي، أعاد ماتي تنظيم صناعة النفط الإيطالية من خلال نظام معقد من الاستحواذ المباشر والاستثمارات الحكومية، من أجل ضمان اعتماد إيطاليا على نفسها في مجال الطاقة.
ركز ماتي في البداية على الغاز الطبيعي، من خلال شركة سنام، وهي شركة خطوط أنابيب غاز تم تشكيلها حديثا، لأنه المصدر الوحيد المتوفر للطاقة في البر الرئيسي لإيطاليا.
في أواخر الخمسينيات من القرن الماضي، تولت شركة سنام التابعة لشركة إيني رئاسة شركتين فرعيتين للشركة هما:
شركة سنام مونتاجي، التي أنشئت في عام 1955 للعمل في بناء خطوط الأنابيب ومنصات الحفر.
شركة سنام بروجيتي، التي أنشئت في عام 1956 للعمل في مجال الناقلات.
في عام 1957، دمجت شركة سايب التي تعمل في مجال الحفر، وهي تابعة لشركة أجيب التي تعمل في بيع الوقود بالتجزئة التابعة لشركة إيني مع شركة سنام مونتاجي لتتشكل شركة سايبم.
شركة سايبم هي شركة رائدة في أعمال الحفر البحري وإنشاء خطوط الأنابيب في أوروبا. في عام 1959 بدأت في التنقيب عن النفط قبالة سواحل جيلا في صقلية، وفي أوائل الستينيات بدأت العمل في خط أنابيب وسط أوروبا، الذي يمتد من ميناء جنوة إلى ألمانيا الغربية، حيث كانت شركة إيني دويتشلاند الفرعية تبني مصافي تكرير في إنغولشتات. في عام 1961 قامت شركة سايبم ببناء خط أنابيب نفط بطول 1140 كم في الهند وخط أنابيب غاز في العراق.

### السبعينيات والتسعينيات
في عام 1978، قامت شركة سايبم بوضع سفينة أنابيب شبه مغمورة ذات عمود مستقر تسمى كاستورو سي. في نفس العام تم تكليف شركة سايبم ببناء خط أنابيب أي جي أيه تي-2 في إيران. انتهت الشركة من حوالي 80% من الخط بحلول عام 1985، عندما توقف العمل بسبب الحرب العراقية الإيرانية.
في عام 1983، أنهت شركة سايبم بناء خط الأنابيب الضخم عبر البحر الأبيض المتوسط، والذي يربط الجزائر بإيطاليا.
في عام 1988، شكلت شركة سايبم مشروع مشترك بينها وبين شركة براون آند رووت، الذي عرف فيما بعد باسم مشروع المقاولون البحريون الأوروبيون.
قام المشروع على عمل مشروعين آخرين مستقلين هما:
- مشروع زيبيبي، هو خط لنقل الغاز الطبيعي من بحر الشمال إلى محطة الاستقبال في زيبروغ في بلجيكا بطول 1416 كيلومتر.
- مشروع خط غاز يربط بين هونغ كونغ وحقل يانتشنغ للغاز الواقع في حوض ينغهاي، بطول 707 كيلومتر، انتهى العمل بيه في عام 1994.[12]

في عام 1991، بدأت شركة سايبم في تشغيل سفينة سايبم 7000، وهي ثاني أكبر سفينة رافعة في العالم.
في عام 1996، ربط شركة سايبم خط الغاز المغربي الأوروبي حقول الغاز الجزائرية بإسبانيا.
منذ عام 1995 إلى عام 1999، عملت شركة سايبم كمقاول رئيسي لبناء خطوط أنابيب الغاز الطبيعي يوروبايب 1 و يوروبايب 2، التي تربط النرويج بألمانيا.

### القرن الحادي والعشرين
في القرن الحادي والعشرين، نفذت سايبم عدد كبير من عمليات الاستحواذ، وبلغت ذروتها عندما قامت بشراء مجموعة بويجيس اوفشر الصناعية مقابل مليار دولار في عام 2002. في عام 2006 اندمجت شركة سايبم مع شركة سنام بروجيتي، وهي شركة تابعة لشركة إيني متخصصة في تصميم وتنفيذ المشاريع البحرية واسعة النطاق لإنتاج ونقل المواد الهيدروكربونية. عززت المجموعة الجديدة موقعها في غرب إفريقيا والشرق الأوسط وآسيا الوسطى وجنوب شرق آسيا من خلال الاندماج، واكتسبت كفاءة تكنولوجية كبيرة في تسييل الغاز واستغلال النفط الثقيل.
منذ عام 2001 إلى عام 2003، قامت شركة سايبم ببناء الجزء البحري من مشروع التيار الأزرق، وهو خط أنابيب غاز رئيسي عبر البحر الأسود ينقل الغاز الطبيعي من روسيا إلى تركيا.
في عامي 2003 و 2004، قامت شركة سايبم ببناء خط أنابيب جرينستريم الذي يربط بين ليبيا وصقلية.
في عام 2006، أكملت شركة سايبم مشروع دولفين للغاز، الذي يربط حقل الشمال القطري بالإمارات العربية المتحدة وسلطنة عمان.
منذ عام 2006 إلى عام 2008، وشركة سايبم تعمل في وضع حفارات سكارابيو 8 و سكارابيو 9 من الجيل السادس شبه الغاطسة بالمياه العميقة، انتهى العمل في المشروع في عام 2011.
في عام 2011، أكملت شركة سايبم خطي تسرب الغاز بطول 1220 كيلومتر، وهو نظام من خطوط أنابيب الغاز الطبيعي البحرية يصل من روسيا إلى ألمانيا وهو الأطول في العالم.
في عام 2013، حصلت شركة سايبم على عقد بقيمة 3 مليارات دولار لتطوير حقل نفط ايجينا، الواقع على بعد حوالي 150 كيلومتر من ساحل نيجيريا في خليج غينيا، تضمن العقد الهندسة والمشتريات والتصنيع والتركيب والتشغيل المسبق لـ 52 كم من خطوط تدفق إنتاج النفط وحقن المياه، و 12 وصلة عبور مرنة، و 20 كم من أنابيب تصدير الغاز، و 80 كم من السرة، وأنظمة الإرساء والتفريغ.
في 8 فبراير 2015، فازت شركة سايبم بعقد قيمته 1.8 مليار دولار لبناء خطي أنابيب بطول 95 كيلومترا في حقل كاشاجان، ليربط حقول النفط في بحر قزوين بالبر الرئيسي في كازاخستان.
في نوفمبر من نفس العام، أكملت شركة سايبم خط أنابيب لتصدير الغاز البحري بطول 890 كيلومتر لمشروع إيتشثيس لنج، الذي تقوده شركة انبكس في أستراليا، ويقال إنه أطول خط أنابيب تحت سطح البحر في نصف الكرة الجنوبي وثالث أطول خط أنابيب في العالم.
في عام 2016، باعت شركة إيني حصة 12.5 ٪ من شركة سايبم واحتفظت بحصة 30 ٪، والتي تم الاستحواذ عليها من قبل الصندوق الاستراتيجي الإيطالي، وبعد ذلك سمحت لشركة سايبم بإلغاء شعار إيني القديم وتصميم شعار خاص بها بهدف إنشاء شعار جديد، لتكون الشركة أكثر استقلالية وتركز على خدمات حقول النفط.
في عام 2019، دخلت شركة سايبم في مجال طاقة الرياح أو صناعة أنظمة الطائرات الورقية عبر اتفاقية مع شركة كيتيجين.

## الخلافات
في عام 2010، وافقت شركة سايبم على دفع غرامة قدرها 30 مليون دولار أمريكي لتسوية تحقيق نيجيري في قضية رشوة تتعلق ببناء منشآت للغاز الطبيعي المسال في نيجيريا.
```
وضعت شركة سايبم للمحاكمة في 
إيطاليا
 بتهم تتعلق بنفس القضية.
[
23
]
```

في سبتمبر عام 2018، وجدت محكمة إيطالية أن شركة سايبم والرئيس التنفيذي السابق لها بيترو تالي مذنبين بالفساد بسبب رشاوى في الجزائر. وحكم على الرئيس التنفيذي السابق بالسجن أربع سنوات وتسعة أشهر ومصادرة 197.9 مليون يورو من الشركة.

## شؤون الشركة

### المقر والمكاتب

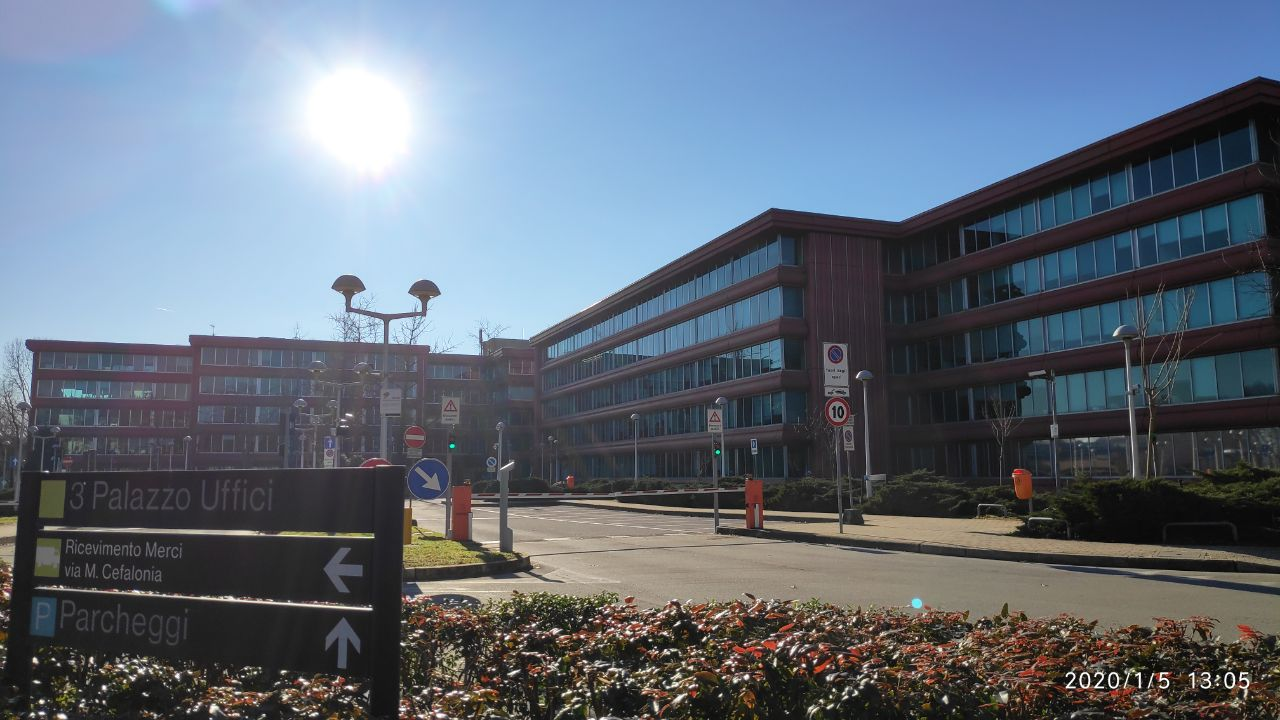
مقر شركة سايبم في سان دوناتو ميلانيسي، إحدى ضواحي ميلانو بإيطاليا.

يقع المقر الرئيسي لشركة سايبم في سان دوناتو ميلانيسي، إحدى ضواحي ميلانو بإيطاليا.
لدى شركة سايبم مكاتب في أكثر من 60 دولة، بما في ذلك:
- أوروبا( إيطاليا وفرنسا وبلجيكا وكرواتيا وألمانيا وبريطانيا العظمى وأيرلندا ولوكسمبورغ والنرويج وهولندا والبرتغال واسبانيا وسويسرا وتركيا وبولندا ورومانيا )
- أمريكا( الأرجنتين والبرازيل وكندا والإكوادور والمكسيك وبيرو والولايات المتحدة الأمريكية وفنزويلا وسورينام )
- رابطة الدول المستقلة ( أذربيجان وكازاخستان وروسيا وجورجيا )
- أفريقيا ( الجزائر وأنغولا والكاميرون والكونغو ومصر والجابون وليبيا والمغرب ونيجيريا والسودان وموزمبيق )
- الشرق الأوسط ( الإمارات العربية المتحدة والمملكة العربية السعودية وإيران وعمان وقطر والعراق والكويت )
- الشرق الأقصى وأوقيانوسيا ( أستراليا والصين والهند وإندونيسيا وماليزيا وسنغافورة وتايلاند )

### المكاتب الفرعية
تضم المجموعة التي ترأسها شركة سايبم حوالي 90 شركة واتحاد، يقع مقرهم في جميع أنحاء العالم.

### مجلس الإدارة
- المدير الحالي لشركة سايبم هو فرانشيسكو كايو منذ 3 مايو عام 2018. كان كايو الرئيس التنفيذي لشركة البريد الإيطالي قبل تعيينه كمدير للشركة.
- الرئيس التنفيذي الحالي لشركة سايبم هو ستيفانو كاو، منذ 30 أبريل عام 2015. قضى كاو كامل حياته المهنية في العمل في شركة سايبم وإيني.

## أساطيل مد الأنابيب البحرية الرئيسية في 31 ديسمبر 2017
| سايبم 7000         | روافع ذاتية الدفع وشبه غاطسة ومركبة ديناميكية قادرة على رفع هياكل تصل إلى 14000 طن وخطوط أنابيب على أعماق تصل إلى 3000 متر |
| ------------------ | --- |
| سايبم إف دي إس     | هي سفينة ذات وضع ديناميكي تستخدم لتطوير حقول المياه العميقة على أعماق تزيد عن 2000 متر. قادرة على إطلاق أنابيب بقطر 22 بوصة لتكوين نظام جي-لاي بسعة استيعاب تصل إلى 750 طن وقدرة رفع تصل إلى 600 طن. |
| سايبم إف دي إس 2   | هي سفينة ذات وضع ديناميكي تستخدم لتطوير حقول المياه العميقة، وقادرة على إطلاق أنابيب بقطر أقصى يبلغ 36 بوصة في وضع نظام جي-لاي بسعة استيعاب تصل إلى 2000 طن وأعماق تصل إلى 3000 متر. وقادرة أيضا على العمل في وضع سي-لاي بقدرة رفع تصل إلى 1000 طن.                                                                                      |
| كاستورو سي سيم     | هو وعاء أنابيب غاطس قادر على مد أنابيب ذات قطر كبير على أعماق تصل إلى 1000 متر. |
| كاستورون           | هو وعاء مد ذاتي الدفع للأنابيب وموضع ديناميكيا يعمل في وضع نظام سي-لاي مع ستينغر خلفي بطول 120 متر مكونمن 3 أقسام مفصلية وقابلة للتعديل والتشغيل في المياه الضحلة والعميقة بسعة استيعاب تصل إلى 1000 طن، وقدرة أنابيب تصل إلى 60 بوصة، ومرافق تصنيع على متن الطائرة للوصلات الثلاثية والمزدوجة وسعة تخزين كبيرة للأنابيب في عنابر الشحن. |
| نورماند ماكسيموس   | هي سفينة لتحديد المواقع الديناميكية حصلت عليها الشركة من خلال عقد إيجار طويل الأجل لمد الخطوط المرنة حتى عمق 3000 متر. وهي مجهزة برافعة بقدرة رفع تصل إلى 900 طن وبرج عمودي بوزن 550 طن مع إمكانية مد خطوط تدفق صلبة. |
| سايبم 3000         | هي سفينة رافعة ديريك أحادية الهيكل وذاتية الدفع، قادرة على مد الأنابيب المرنة والسرية في المياه العميقة حتي 3000 متر، وهياكل رفع تصل إلى 2200 طن. |
| كاستورو ديريك      | هي بارجة قادرة على مد أنابيب بقطر يصل إلى 60 بوصة ورفع هياكل تصل إلى 1000 طن. |
| كاستورو 10         | هي بارجة خندق ومواسير قادرة على دفن أنابيب يصل قطرها إلى 60 بوصة ومد الأنابيب في المياه الضحلة. |
| كاستورو 12         | هي بارجة بايبيلاي قادرة على مد أنابيب يصل قطرها إلى 40 بوصة في المياه الضحلة للغاية بعمق 1.4 متر على الأقل. |
| كاستورو 16         | بارجة ما بعد حفر الخنادق والردم للأنابيب التي يصل قطرها إلى 40 بوصة في المياه الضحلة للغاية بعمق 1.4 متر على الأقل. |
| إرسي 1             | هي بارجة الرفع الثقيل المزودة برافعتين مجنزرة، قادرة على تنفيذ التركيبات أثناء تثبيتها في قاع البحر وقادرة على العمل في وضع نظام سي-لاي، تبلغ سعة الرفع للرافعتين المجنزرة 300 و 1800 طن على التوالي. |
| إرسي 2             | هي بارجة وورك مزودة برافعة ثابتة قادرة على رفع الهياكل حتى 200 طن. |
| إرسي 3             | هو نظام دعم للبارجة مع مساحة تخزين وورشة عمل ومكاتب تتسع لـ 50 شخص. |
| إرسي 4             | هو نظام دعم للبارجة مع ورشة عمل ومكاتب تتسع لـ 150 شخص. |
| باوتينو 1          | هي بارجة لحفر الخنادق والردم في المياه الضحلة. |
| باوتينو 2          | هي بارجة لتنفيذ عمليات الربط ونقل المواد. |
| إرسي 400           | هي بارجة تتسع لعدد يصل إلى 400 شخص، ومجهزة بغطاء غاز في حالة الإخلاء بسبب تسرب غاز كبريتيد الهيدروجين. |
| كاستورو الحادي عشر | بارجة البضائع الثقيلة |
| كاستورو 14         | بارجة الشحن. |
| كاستورو 15         | بارجة الشحن. |
| إس 42              | بارجة الشحن. |
| إس 43              | بارجة الشحن. |
| إس 44              | لإطلاق بارجة البضائع |
| إس 45              | لإطلاق بارجة البضائع |
| إس 46              | بارجة الشحن. |
| إس 47              | بارجة الشحن. |
| إس 600             | لإطلاق بارجة البضائع |
|                    | |

## أساطيل الحفر الرئيسية في 31 ديسمبر 2017
- المنصة شبه الغاطسة سكارابيو 5
- المنصة شبه الغاطسة سكارابيو 6
- المنصة شبه الغاطسة سكارابيو 7
- المنصة شبه الغاطسة سكارابيو 8
- المنصة شبه الغاطسة سكارابيو 9
- سفينة الحفر سايبم 10000
- سفينة الحفر سايبم 12000
- جاك أب بيرو نيغرو 2
- جاك أب بيرو نيغرو 3
- جاك أب بيرو نيغرو 4
- جاك أب بيرو نيغرو 5
- جاك أب بيرو نيغرو 7
- جاك أب بيرو نيغرو 8
- سفينة بارجة الحفر

## رؤساء وحدة العائمة لتخزين الإنتاج وتفريغ إلى 31 ديسمبر 2017
- سايبم سيداد دي فيتوريا
- سايبم جيمبوا
- سايبم كاومبو

## إنظر أيضا
- قائمة الشركات الإيطالية
- قائمة شركات خدمات حقول النفط

## حفارات الشركة
- سايبم 7000
- سايبم 10000

## بيبلوگرافيا
- (en) Paul H. Frankel, Oil and Power Policy, New York - Washington, Praeger, 1966
- (en) Marcello Boldrini, Mattei, Rome, Colombo, 1969
- (it) Marcello Colitti, Energia e sviluppo in Italia, Bari, De Donato, 1979
- (it) نيكو بيروني, Enrico Mattei, Bologna, Il mulino, 2001 ISBN 8-81507-913-0